# شبکه آندوپلاسمی صاف

اندامک‌های درون سلول جانوران: (۱) هستک (۲) هسته (۳) ریبوزوم (۴) وزیکول (۵) شبکه آندوپلاسمی خشن (۶) دستگاه گلژی (۷) اسکلت سلولی (سیتواسکلتون) (۸) شبکه آندوپلاسمی صاف (۹) میتوکندری (۱۰) واکوئل (۱۱) سیتوپلاسم (۱۲) لیزوزوم (۱۳) سانتریول

شبکهٔ آندوپلاسمی نرم (صاف) از اندامک‌های سلول است.
شبکهٔ آندوپلاسمی نرم شبکهٔ به هم پیوسته‌ای از لوله‌ها و کیسه‌های غشادار و بدون ریبوزوم است که درون غشای آن، آنزیم‌های متعددی جای گرفته‌است. این آنزیم‌ها کارهای اصلی این شبکه را انجام می‌دهند. این اندامک از کیسه‌های پهن و لوله مانند تشکیل شده‌است. درون کیسه‌ها حاوی «ماتریکس اندوپلاسمی» است. شبکه اندوپلاسمی از نزدیکی غشاء سلول گرفته تا غشاء هسته گسترش دارد.

## وظایف
1. از مهم‌ترین کارهای شبکهٔ آندوپلاسمی نرم ساخت اسیدهای چرب، فسفولیپیدها، استروئید‌ها و دیگر مواد است. هر یک از این فرآورده‌ها توسط نوع خاصی سلول ساخته می‌شود.
2. در سلول‌های جگر انسان این شبکه توسط آنزیم‌های خاصی به تنظیم مقدار قندی که از سلول‌های جگر به خون وارد می‌شود، کمک می‌کند.
3. از دیگر کارهای این اندامک می‌توان سم‌زدایی را نام برد. این اندامک توسط آنزیم‌های خاصی دارو‌ها و دیگر مواد شیمیایی مضر را تجزیه می‌کند.
4. برای انقباض بافت ماهیچه‌ای، یون کلسیم لازم است. این یون در شبکهٔ آندوپلاسمی نرم این ماهیچه‌ها (که شبکهٔ سارکوپلاسمی نیز خوانده‌می‌شود) ذخیره می‌شود.